# Sare Mama
Sare Mama (Namensvarianten: Kerr Mamma) ist eine Ortschaft im westafrikanischen Staat Gambia.
Nach einer Berechnung für das Jahr 2013 leben dort etwa 511 Einwohner, das Ergebnis der letzten veröffentlichten Volkszählung von 1993 betrug 409.

## Geographie
Sare Mama liegt am nördlichen Ufer des Gambia-Flusses in der North Bank Region, Distrikt Upper Niumi. Der Ort liegt rund 7,3 Kilometer nördlich von Sika entfernt.

## Kultur und Sehenswürdigkeiten
Der Sportplatz am Ort wird Alhagi Gabbi Sosseh Mini-Stadium genannt.